# F. Lányi Irma
Ferenczy Józsefné F. Lányi Irma, született Lőwy Irma (Pest, 1869. szeptember 10. – Budapest, Erzsébetváros, 1945. január 11.) színésznő.

## Életútja
Lányi (Lőwy) Mór (1838–1907) ügynök, vállalkozó és Fleischer Melánia leányaként született izraelita családban. A Színiakadémiát látogatta, majd 1893. október 1-jén Veszprémi Jenőnél lépett a színi pályára. Mint hősnőnek nagy sikerei voltak Szatmárt, Székesfehérvárott és Debrecenben. Komikusként lett igazán népszerű, de mint írónőnek is ismert neve van. Számtalan filmben szerepelt, mély hangjának és fekete humorának köszönhetően kora filmjeinek groteszk alakjaként vált ismertté, azonban a stáblistákon nem tüntették fel a nevét. Végelgyengülésben hunyt el lakásán Budapest ostroma alatt.
1898. április 2-án Szabadkán házasságot kötött Ferenczy József (1861–1921) baritonénekessel. Leányuk Ferenczy Magda színésznő, aki 1902-ben született Szatmárt. A Színiakadémián tanult, már gyermekkorában játszott és ügyes szavalatával feltűnést keltett, azonban fiatalon, 1922. június 24-én elhunyt.

## Műve
- Költemények (Szombathely, 1901. második kiadás: Budapest, 1909)

## Filmszerepei
- A papagály (1912, rövid)
- Az aranyásó (1914, szkeccs) – Marie kisasszony gazdaasszonya
- A rejtély (1916)
- Lotti ezredesei (1916)
- Házasodik az anyósom (1916)
- A vörös Sámson (1917) – Sámson anyja
- Jehova (1918) – Judith
- Nebántsvirág (1918) – fejedelemasszony
- A cigányleány (1918) – cigányasszony
- Fületlen gomb (1918) – Malvin anyja
- Kettős álarc alatt (1918)
- A bosszú (1918) – Uzielné
- Egy dollár (1924)
- Piri mindent tud (1932) – kanáritulajdonos a versenyen
- Az ellopott szerda (1933) – statiszta a szállodában
- Márciusi mese (1934) – rulettjátékos francia hölgy a kaszinóban
- Lila akác (1934) – vendég a kaszinóban
- Emmy (1934) – színésznő
- Budai cukrászda (1935) – vendég a cukrászdában
- Az új földesúr (1935) – kockajátékos
- Havi 200 fix (1936) – statiszta az állomáson
- Pókháló (1936) – nőegyleti tag
- Nászút féláron (1936) – vendég a szállodában
- Dunaparti randevú (1936) – olvasó statiszta
- Tomi, a megfagyott gyermek (1936) – cigány asszony
- Az én lányom nem olyan (1937) – tojásokat szedegető asszony
- A férfi mind őrült (1937) – vendég a presszóban
- Mámi (1937) – Torday rokona
- A 111-es (1937) – a Bécsi Operaház személyzete
- Úrilány szobát keres (1937) – albérletet kereső hölgy
- Mai lányok (1937) – licitáló hölgy az árverésen
- 3 : 1 a szerelem javára (1937) – hölgy a vasúti pénztárnál
- Háromszázezer pengő az utcán (1937) – statiszta
- Az ember néha téved (1937) – vendég a kávéházban
- Döntő pillanat (1938) – utas a vonaton
- Péntek Rézi (1938) – szomszédasszony
- A piros bugyelláris (1938) – Örzse néni, szakácsnő
- Papucshős (1938) – házmesterné